# Stijn De Belder
Stijn De Belder is een personage uit de Vlaamse soap Thuis. Stijn werd gespeeld door Kwinten Van Heden vanaf 2011.

## Biografie
Stijn is de broer van Jens De Belder en woont in bij diens vriend Tim Cremers. Sinds een ongeval in zijn jeugd draagt Stijn een handicap mee, maar ondanks die fysieke beperking profileert hij zich tot een ijverige student.
Door die houding wordt hij snel aanvaard door Jens' vrienden, laat hij de plannen om in een studentenkot in te trekken vallen en besluit hij om definitief in te wonen bij Tim.
Na verloop van tijd krijgt hij echter gevoelens voor Katrien Snackaert, de vriendin van Tim. In eerste instantie wordt hij nog afgewezen, maar uiteindelijk bloeit er toch iets tussen hen.
Jens keurt de verhouding echter af en dreigt ermee alles aan Tim te vertellen als ze er niet mee ophouden. Na enkele keren afgewezen te worden door Katrien en geen reden meer heeft om te blijven, vertrekt Stijn naar Londen om te studeren.